# Tuoba baeckstroemi
Tuoba baeckstroemi är en mångfotingart som först beskrevs av Verhoeff K.W. 1924.  Tuoba baeckstroemi ingår i släktet Tuoba och familjen storjordkrypare. Inga underarter finns listade i Catalogue of Life.